# Klimeschiola
Klimeschiola é um gênero de mariposa pertencente à família Crambidae.